# Orchid, brat gangstera
Orchid, brat gangstera (ang. Brother Orchid) – amerykańska komedia kryminalna z 1940 roku w reżyserii Lloyda Bacona.

## Fabuła
Mafijny boss Little John Sarto (Edward G. Robinson) przekazuje swoje rządy Jackowi Buckowi (Humphrey Bogart) i wyjeżdża do Europy. Gdy wraca, pozbawiony pieniędzy, okazuje się, że nie ma czego szukać w mafijnej rodzinie. Decyduje się ukryć w klasztorze.

## Obsada
- Edward G. Robinson – "mały" John T. Sarto
- Ann Sothern – Florence Addams
- Humphrey Bogart – Jack Buck
- Donald Crisp – ojciec przełóżony
- Ralph Bellamy – Clarence P. Fletcher
- Allen Jenkins – Willie Corson "nóż"
- Charles D. Brown - brat Wren
- Cecil Kellaway – brat Goodwin
- Morgan Conway – Philadelphia Powell
- Richard Lane – Mugsy O’Day
- Paul Guilfoyle – Red Martin
- John Ridgely – Texas Pearson
- Joseph Crehan – brat MacEwen
- Wilfred Lucas – brat MacDonald
- Tom Tyler – Curley Matthews
- Dick Wessell – Buffalo Burns
- Granville Bates – nadzorca Pattonsville
- Paul Phillips - French Frank
- Dan Rowan - Al Muller
- Nanette Vallon - Fifi
- Tim Ryan – Turkey Malone
- Joe Caites - przystojny Harry
- Pat Gleason – Dopey Perkins
- Tommy Baker - Joseph
- Charles Coleman – amgielski handlarz diamentami (niewymieniony w czołówce)